# Miloš Veljković
Miloš Veljković (în sârbă Милош Вељковић, pronunțat [mǐloʃ ʋěːʎkoʋitɕ]; n. 26 septembrie 1995) este un fotbalist elvețian și sârb, care joacă pe post de fundaș la Steaua Roșie în Superliga Sârbă. Pe plan internațional, are prezențe la națională pentru Elveția U16⁠(d), Serbia U17⁠(d), Serbia U19⁠(d), Serbia U20⁠(d), Serbia U21⁠(d), Serbia U19⁠(d), Serbia U20⁠(d) și Serbia.

## Cariera pe echipe

### Cariera timpurie
Născut la Basel, în Elveția din părinți sârbi, Veljković și-a început cariera de fotbalist profesionist la echipa elvețiană FC Basel.

### Tottenham Hotspur
Miloš Veljković s-a alăturat echipei Tottenham Hotspur în 2011 de la FC Basel. El a debutat în Premier League în 8 aprilie 2014 împotriva lui Sunderland, într-o victorie de 5-1, înlocuindu-l pe Paulinho în minutul 88. El a intrat în meciul jucat pe 11 mai împotriva lui Aston Villa, când l-a înlocuit pe Sandro în minutul 62.
La 16 octombrie 2014 Veljković a fost împrumutat la Middlesbrough în Championship  pentru trei luni. Datorită formei bune a cuplului de mijlocași format din Grant Leadbitter și Adam Clayton, el a prins doar câteva meciuri ca rezervă, iar împrumutul său nu a fost prelungit în ianuarie.
La 20 ianuarie 2015, Veljković s-a alăturat echipei Charlton Athletic sub formă de împrumut până la sfârșitul sezonului. S-a accidentat la umăr în cel de-al treilea meci al lui Charlton, care l-a făcut indisponibil până la sfârșitul campionatului.

### Werder Bremen
Veljković a fost transferat de Werder Bremen la 1 februarie 2016, semnând un contract pe trei ani și jumătate, pentru o sumă de transfer de 300.000 €. La 24 septembrie 2016, el a jucat primul meci în sezonul 2016-2017 într-o victorie cu 2-1 împotriva lui VfL Wolfsburg în a cincea etapă a Bundesligii, fiind prima victorie a echipei în acel sezon; el a jucat nouăzeci de minute în centrul apărării după ce Lamine Sané a acuzat o accidentare la genunchi la încălzire.
În iunie 2018 a ajuns la un acord cu clubul pentru prelungirea contractului.

## Cariera la națională
Veljković s-a născut în Elveția din părinți sârbi, el reprezentând inițial Elveția U16 înainte de a alege să joace pentru Serbia. A jucat pentru Serbia U19, care a câștigat Campionatul European sub 19 ani al UEFA. În vara anului 2015, a câștigat, de asemenea, Campionatul Mondială U-20 pentru Serbia U20, ca parte a unei generații de aur a Serbiei care a câștigat campionatul. Veljković a jucat fiecare meci ca fundaș central.
El a debutat pentru echipa națională de fotbal a Serbiei la 11 noiembrie 2017 într-un meci amical împotriva Chinei.
În iunie 2018, el a fost inclus în lotul definitiv pentru Campionatul Mondial din 2018, în care a jucat un meci împotriva Braziliei.

## Stil de joc
Veljkovic joacă atât ca fundaș central, cât și ca mijlocaș defensiv. El a dezvăluit că preferă să joace pe postul de mijlocaș defensiv la echipa de club și preferă să joace pe postul de fundaș central la echipa națională.

## Statistici privind cariera

### Club
Începând cu 18 mai 2019 
| Club                         | Sezon         | Campionat      | Campionat | Campionat | Cupă    | Cupă   | Europa  | Europa | Altele  | Altele | Total   | Total  |
| Club                         | Sezon         | Divizie        | Meciuri   | Goluri    | Meciuri | Goluri | Meciuri | Goluri | Meciuri | Goluri | Meciuri | Goluri |
| ---------------------------- | ------------- | -------------- | --------- | --------- | ------- | ------ | ------- | ------ | ------- | ------ | ------- | ------ |
| Tottenham Hotspur            | 2013–2014     | Premier League | 2         | 0         | 0       | 0      | 0       | 0      | 0       | 0      | 2       | 0      |
| Tottenham Hotspur            | 2014–2015     | Premier League | 0         | 0         | 0       | 0      | 1       | 0      | 0       | 0      | 1       | 0      |
| Tottenham Hotspur            | Total         | Total          | 2         | 0         | 0       | 0      | 1       | 0      | 0       | 0      | 3       | 0      |
| Middlesbrough (împrumut)     | 2014–2015     | Championship   | 3         | 0         | 1       | 0      | 0       | 0      | 0       | 0      | 4       | 0      |
| Charlton Athletic (împrumut) | 2014–2015     | Championship   | 3         | 0         | 0       | 0      | 0       | 0      | 0       | 0      | 3       | 0      |
| Werder Bremen II             | 2015–2016     | 3. Liga        | 5         | 0         | 0       | 0      | 0       | 0      | 0       | 0      | 5       | 0      |
| Werder Bremen II             | 2016–2017     | 3. Liga        | 3         | 0         | 0       | 0      | 0       | 0      | 0       | 0      | 3       | 0      |
| Werder Bremen II             | Total         | Total          | 8         | 0         | 1       | 0      | 0       | 0      | 0       | 0      | 8       | 0      |
| Werder Bremen                | 2015–2016     | Bundesliga     | 3         | 0         | 1       | 0      | 0       | 0      | 0       | 0      | 4       | 0      |
| Werder Bremen                | 2016–2017     | Bundesliga     | 26        | 0         | 0       | 0      | 0       | 0      | 0       | 0      | 26      | 0      |
| Werder Bremen                | 2017–2018     | Bundesliga     | 30        | 1         | 4       | 1      | 0       | 0      | 0       | 0      | 34      | 2      |
| Werder Bremen                | 2018–2019     | Bundesliga     | 23        | 1         | 3       | 0      | 0       | 0      | 0       | 0      | 26      | 1      |
| Werder Bremen                | Total         | Total          | 82        | 2         | 8       | 1      | 0       | 0      | 0       | 0      | 90      | 3      |
| Total carieră                | Total carieră | Total carieră  | 98        | 2         | 9       | 1      | 1       | 0      | 0       | 0      | 108     | 3      |

### La națională
Până pe 20 noiembrie 2018
| Echipa națională a Serbiei |         |        |
| An                         | Meciuri | Goluri |
| 2017                       | 2       | 0      |
| 2018                       | 7       | 0      |
| Total                      | 9       | 0      |

## Titluri

### La națională
Serbia
- Campionatul European sub 19 ani: 2013
- Campionatul Mondial U-20: 2015

### Individual
- Echipa Campionatului European sub 20 de ani: 2013